# David Magee
David Magee ( Flint, Míchigan, 1962) es un guionista estadounidense que fue nominado a un Premio de la Academia en 2004 y un Globo de Oro por la película Finding Neverland, dirigida por Marc Forster. Junto con Simon Beaufoy, escribió el guion de Un gran día para ellas (2008), protagonizada por Frances McDormand y Amy Adams.

## Biografía
Su guion de la novela Life of Pi de Yann Martel en 2012 le valió un premio Satellite al Mejor Guion Adaptado y una nominación al Premio de la Academia por el Mejor Guion Adaptado. También escribió el guion para el musical de Disney Mary Poppins Returns, dirigido por Rob Marshall, y protagonizado por Emily Blunt y Lin-Manuel Miranda, que se estrenó en 2018. Recibió el Premio Humanitas en la categoría de Mejor Película Familiar por su guion.
Es también autor de un guion sobre un musical sobre Hans Christian Andersen, con Stephen Schwartz.
En marzo de 2019, se anunció que Paramount Pictures desarrollaría una versión cinematográfica animada de The Tiger's Apprentice, de Laurence Yep, a partir de la adaptación del libro por Magee.
En mayo de 2020, también se anunció que Paul Feig dirigirá una adaptación de The School for Good and Evil basada en un guion de Magee. La película fue estrenada en Netflix en 2022.
En 2021, Magee fue seleccionado para adaptar la controvertida novela romántica Lady Chatterley's Lover, con Emma Corrin como estrella, dirigida por Laure de Clermont-Tonnerre y distribuida por Netflix. La película se estrenó en el Festival de Cine de Telluride de 2022.
En enero de 2022, se anunció que Marc Forster dirigirá a Tom Hanks en una adaptación estadounidense de la novela sueca A Man Called Ove (retitulada A Man Callied Otto) con un guion escrito por Magee. La película fue adquirida por Sony Pictures y estrenada en enero de 2023.

## Filmografía
- Finding Neverland (2004)
- Un gran día para ellas (2008), guion escrito junto a Simon Beaufoy
- Life of Pi (2012)
- El regreso de Mary Poppins (2018)
- La Escuela del Bien y del Mal (2022), guion escrito junto a Paul Feig
- A Man Called Otto (2022)
- Lady Chatterley's Lover (2022)
- La Sirenita (2023)
- El aprendiz de tigre[8] (2024)
- Hans Christian Andersen Musical Movie (TBA)

## Premios y distinciones
Premios Óscar
| Año  | Categoría            | Película   | Resultado |
| ---- | -------------------- | ---------- | --------- |
| 2013 | Mejor guion adaptado | Life of Pi | Nominado  |